# Euplectrus ivonae
Euplectrus ivonae är en stekelart som beskrevs av Schauff 2001. Euplectrus ivonae ingår i släktet Euplectrus och familjen finglanssteklar.
Artens utbredningsområde är Costa Rica. Inga underarter finns listade i Catalogue of Life.